# Konstandínos Barbaroússis
Konstandínos Barbaroússis (grec moderne : Κωνσταντίνος Μπαρμπαρούσης) est un ancien député d'Aube dorée au Parlement hellénique.

## Biographie

### Vie personnelle
Konstandínos Barbaroússis est né le 30 octobre 1980 dans le village de Macherás (dème de Xirómero) en Étolie-Acarnanie. Il a quatre enfants et est marié avec Ioanna Tontou, d'origine mexicaine. 

### Parcours politique
Il est élu pour la première fois lors des élections législatives grecques de mai 2012 et le sera à nouveau aux élections subséquentes jusqu'à celles de juillet 2019.
Opposé à l'accord de Prespa, il est exclu de son parti, Aube doré, le 15 juin 2018, pour avoir appelé à l'arrestation par l'armée du président de la République hellénique Prokópis Pavlópoulos, du Premier ministre Aléxis Tsípras et du ministre de la Défense national Pános Kamménos. À la suite de sa déclaration, il est arrêté le 18 juin puis libéré sous caution le 21,. Le 15 janvier 2019, il est réintégré au groupe parlementaire de l'Aube dorée. En juin 2020, il se trouve à la présentation des cadres du nouveau parti d'Ilías Kassidiáris, Grecs pour la Patrie.